# Barbingant
Barbingant (1400 circa – 1460 circa) è stato un compositore francese del XV secolo.

## Biografia
Quasi nulla si conosce sulla sua vita se non quanto emerge dalle sue opere. Il suo nome non appare in alcun registro civile se non in alcuni manoscritti musicali. Dalle sue composizioni si presume possa esser nato intorno alla fine del XIV secolo e che sia morto dopo il 1460. Fu attivo essenzialmente nella Francia centrale e fu contemporaneo di Johannes Ockeghem. Fu molto noto al suo tempo e considerato uno dei compositori di maggior interesse nella prima metà del XV secolo. Fino alla seconda metà del XX secolo venne confuso con il compositore Jacobus Barbireau pressoché suo contemporaneo.

## Musica
Nelle composizioni a noi pervenute si trovano tre rondeau, Au travail suis, Esperant que mon bien vendra e L'omme banny de sa plaisance, due messe - una Missa sine nomine a tre voci e la Missa Terriblement - e una danza.
La messa di Ockeghem intitolata Au travail suis venne scritta sulla base della melodia dell'omonimo rondeau di Barbingant.
A Barbingant è attribuita la composizione di una delle prime messa parodia, la Missa Terriblement, basata sul virelai Terriblement suis.